# Kisszállás
Kisszállás là một thị trấn thuộc hạt Bács-Kiskun, Hungary. Thị trấn này có diện tích 92,05 km², dân số năm 2010 là 2518 người, mật độ 27 người/km².